# Мечеть Авуто-Идай
Мечеть Авуто-Идай — мечеть в городе Могадишо в Сомали.

## История
По местному преданию, мечеть была построена на деньги благочестивой женщины, известной как Авуто Идай («Авуто», на местном диалекте означает «бабушка»). Над михрабом этой мечети находится плита с надписями, на которых указана дата 1223 года хиджры, что, по словам профессора Шарифа Абдаллы, соответствует 1845 году по григорианскому календарю. Однако, по словам Марии Росрио Ла Ломии, мечеть могла быть построена намного раньше, а дата может отражать время реконструкции старой мечети. Мечеть Авуто-Идай является мечетью клана Шаншиё. В этой мечете шейх Абба проводил большую часть своего времени в последние четверть века своей жизни, молясь, обучая своих учеников и наставляя людей. По словам его сына Абдирахмана мечеть была построена пожилой женщиной из Рир Шейха Мууминова, одного из старейших кланов Банадири, и находится на месте еще более старой мечети.

## Описание
Мечеть представляет собой небольшое здание с минаретом куполом. Расположенная в историческом центре района Хамар Вейн в Могадишо.